# 高梨尚之
高梨 尚之（たかなし しょうし、1972年 - ）は、日本の精進料理研究家、曹洞宗の僧侶（永福寺住職、布教師）。男性。
「食育説法」と称し、精進料理研究所兼調理スタジオ「三心亭」を設け、精進料理の普及活動を実施。料理の写真も写真家今清水隆宏に学んで自ら撮影。

## 略歴
1995年（平成7年）、駒澤大学仏教学部禅学科卒業。同年、曹洞宗の大本山永平寺で修行。3年余りの修行中、特に調理部門に長く在籍、「昭和の大典座」（料理長）とよばれる赤崎玄輝の指導を受ける。
送行後は、1998年（平成10年）、群馬県の曹洞宗永福寺住職となり、2001年（平成13年）～2005年（平成17年）、永平寺東京別院の典座に就任。
2013年（平成25年）には『はじめての精進料理』出版記念で精進料理教室を京都の有次にて開催

## 著書
- 『永平寺の精進料理』（大本山永平寺監修、学習研究社、2003年）
- 『いのちをつくるむかしご飯』共著（アスコム）
- 『永平寺の心と精進料理 - もてなす心、味わう心  七六〇年受け継がれた道元禅師のおしえを家庭で活かす』（学習研究社、2004年）
- 『典座和尚の精進料理 - 家庭で楽しむ110レシピ』（大泉書店、2008年）
- 『はじめての精進料理 - 基礎から学ぶ野菜の料理』（東京書籍、2013年）

### 共著
- 『粥百選 - 精進粥・中華粥とおかず100+20』（翠香園との共著、東京書籍、2012年）
- 『もっと！たっぷりやさい流』（朝日新聞出版、2013年）
- 『道元と曹洞宗がわかる本』（大法輪閣編集部編、大法輪閣、2013年）

### 記事
- CiNii>高梨 尚之

他、上毛新聞・産経新聞・朝日新聞料理欄連載、NHKをはじめとするテレビ・ラジオなどに出演